# استان لویا
استان لویا (به اسپانیایی: Provincia de Luya) یک استان در پرو است که در منطقه آمازوناس واقع شده‌است. استان لویا ۳٬۲۳۷ کیلومتر مربع مساحت و ۴۴٬۴۳۶ نفر جمعیت دارد.